# 12524 Conscience
12524 Conscience este o planetă minoră (asteroid), cu un diametru de 2,642 km, din centura de asteroizi. A fost descoperită pe 25 aprilie 1998 la Observatorul European Austral de Eric Walter Elst și a fost numită după Hendrik Conscience. 
Obiectul prezintă o orbită caracterizată de o semiaxă mare de 2,3187215 UAi, o excentricitate de 0,2, o înclinație de 0,7448 ° în raport cu ecliptica.